# معالم فلسطين
هذه قائمة بأهم المعالم في دولة فلسطين:

## محافظة القدس
| الرقم | الاسم         | الوصف | الموقع        | الإحداثيات | الصورة      |
| ----- | ------------- | ----- | ------------- | ---------- | ----------- |
| 1     | المسجد الأقصى |       | مدينة القدس   |            | Upload file |
| 2     | كنيسة القيامة |       | مدينة القدس   |            | Upload file |
| 3     | قبر ألعازر    |       | بلدة العيزرية |            | Upload file |

## محافظة الخليل
| الرقم | الاسم                         | الوصف | الموقع                            | الإحداثيات | الصورة |
| ----- | ----------------------------- | --- | --------------------------------- | ---------- | --- |
| 01    | المسجد الإبراهيمي             | أقدم مساجد مدينة الخليل ويعتقد أتباع الديانات السماوية بأن جثمان النبي إبراهيم موجود فيه.                                                                                     | الخليل ، البلدة القديمة           |            | أقدم مساجد مدينة الخليل ويعتقد أتباع الديانات السماوية بأن جثمان النبي إبراهيم موجود فيه. · Upload file                                                                                     |
| 02    | كنيسة المسكوبية               | الكنيسة الوحيدة في الخليل تعود ملكيتها إلى روسيا وقد بنتيت عام 1906. | الخليل                            |            | الكنيسة الوحيدة في الخليل تعود ملكيتها إلى روسيا وقد بنتيت عام 1906. · Upload file |
| 03    | متحف الخليل                   | كان في الأصل حماما تركيا. | حارة الدارية قرب خان الخليل       |            | كان في الأصل حماما تركيا. · Upload file |
| 04    | التكية الإبراهيمية            | يعود عمرها للعام 1279م، حين أنشأها السلطان قالون الصالحي في زمن صلاح الدين الأيوبي.                                                                                           | قرب المسجد الإبراهيمي             |            | يعود عمرها للعام 1279م، حين أنشأها السلطان قالون الصالحي في زمن صلاح الدين الأيوبي. · Upload file                                                                                           |
| 05    | بئر حرم الخليل                | عرفت في عهد الإمبراطور الروماني هدريان (117-138ميلادي) كمركز تجاري مهم. | مدخل مدينة الخليل الشمالي الشرقي  |            | عرفت في عهد الإمبراطور الروماني هدريان (117-138ميلادي) كمركز تجاري مهم. · Upload file |
| 06    | قصر الكرمل                    | قصر تاريخي ترجع جذوره إلى العصر الروماني الثاني. | بلدة الكرمل جنوب الخليل           |            | قصر تاريخي ترجع جذوره إلى العصر الروماني الثاني. · Upload file |
| 07    | بركة الكرمل                   | يرجع تاريخ هذه البركة إلى فترة الكنعانيين حيث كانوا يستخدمونها لجمع مياه الينابيع الصافية.                                                                                    | بلدة الكرمل جنوب الخليل           |            | يرجع تاريخ هذه البركة إلى فترة الكنعانيين حيث كانوا يستخدمونها لجمع مياه الينابيع الصافية. · Upload file                                                                                    |
| 08    | مقام أبو عبيدة عامر بن الجراح | غرفة واحدة بطول 7 أمتار وعرض 7 أمتار لها بابٌ واحد وشباك، شيدت بأمر من الصحابي أبو عبيدة عامر بن الجراح في المكان الذي عسكر فيه بجيشه لعدة أيام أثناء عبوره إلى معركة أجنادين. | خربة جمرين قضاء صوريف شمال الخليل |            | غرفة واحدة بطول 7 أمتار وعرض 7 أمتار لها بابٌ واحد وشباك، شيدت بأمر من الصحابي أبو عبيدة عامر بن الجراح في المكان الذي عسكر فيه بجيشه لعدة أيام أثناء عبوره إلى معركة أجنادين. · Upload file |

## محافظة نابلس
| الرقم | الاسم                 | الوصف | الموقع                                         | الإحداثيات | الصورة |
| ----- | --------------------- | --- | ---------------------------------------------- | ---------- | --- |
| 1     | قبر يوسف              | قبرٌ يُعتقد أنه قبر النبي يوسف الذي تُقدّسه الأديان السماوية الثلاثة.                                                                  | قرية بلاطة البلد                               |            | قبرٌ يُعتقد أنه قبر النبي يوسف الذي تُقدّسه الأديان السماوية الثلاثة. · Upload file                                                                  |
| 2     | بئر يعقوب             | يُعتقد أن النبي يعقوب حفره، يكتسب أهميته عند المسيحيين لاعتقادهم أن المسيح شرب منه لدى مروره بالسامرة في طريقه من القدس إلى الجليل. | قرية بلاطة البلد                               |            | يُعتقد أن النبي يعقوب حفره، يكتسب أهميته عند المسيحيين لاعتقادهم أن المسيح شرب منه لدى مروره بالسامرة في طريقه من القدس إلى الجليل. · Upload file |
| 3     | بلدة سبسطية           | بلدةٌ مليئةٌ بالآثار التي تعود إلى العصر الروماني.                                                                                   | بلدة سبسطية                                    |            | بلدةٌ مليئةٌ بالآثار التي تعود إلى العصر الروماني. · Upload file                                                                                   |
| 4     | جامع الخضراء          | جامع أثري بُني في عهد السلطان المملوكي المنصور قلاوون.                                                                              | يقع في حارة الياسمينة جنوب غرب البلدة القديمة. |            | جامع أثري بُني في عهد السلطان المملوكي المنصور قلاوون. · Upload file                                                                              |
| 5     | الجامع الصلاحي الكبير | من أشهر جوامع المدينة، يعود إلى القرن الثاني عشر الميلادي.                                                                         | يقع في حي القصبة وسط المدينة القديمة           |            | صورة |
| 6     | جبل جرزيم             | هو أقدس بقاع الأرض عند طائفة اليهود السامرة.                                                                                       | يقع جنوب مدينة نابلس                           |            | هو أقدس بقاع الأرض عند طائفة اليهود السامرة. · Upload file                                                                                       |

## محافظة بيت لحم
| الرقم | الاسم        | الوصف | الموقع        | الإحداثيات | الصورة |
| ----- | ------------ | --- | ------------- | ---------- | --- |
| 1     | كنيسة المهد  | أقدم كنيسة في فلسطين. بنيت الكنيسة الأصلية بفضل القديسة هيلانة والدة الإمبراطور قسطنطين، عندما جاءت للحج في العام 325 | بيت لحم       |            | أقدم كنيسة في فلسطين. بنيت الكنيسة الأصلية بفضل القديسة هيلانة والدة الإمبراطور قسطنطين، عندما جاءت للحج في العام 325 · Upload file |
| 2     | مغارة الحليب | تقع جنوب شرق كنيسة المهد                                                                                              | مدينة بيت لحم |            | تقع جنوب شرق كنيسة المهد · Upload file                                                                                              |

## محافظة أريحا
| الرقم | الاسم     | الوصف | الموقع | الإحداثيات | الصورة |
| ----- | --------- | --- | ------ | ---------- | --- |
| 1     | قصر هشام  | كان القصر الذي شيده الخليفة الأموي هشام بن عبد الملك سنة 724 –743 م والوليد بن يزيد743 – 749 م مقرا للدولة الأموية                                              | أريحا  |            | كان القصر الذي شيده الخليفة الأموي هشام بن عبد الملك سنة 724 –743 م والوليد بن يزيد743 – 749 م مقرا للدولة الأموية · Upload file                                              |
| 2     | دير قرنطل | تمَّ بناء الدير فوق الكهف الذي أقام فيه المسيح عليه السلام واْول من فكر في المحافظة على قدسية المكان الملكة هيلانة حيث قامت عليه تشييدًا قديمًا منذ عام 325 للميلاد. | أريحا  |            | تمَّ بناء الدير فوق الكهف الذي أقام فيه المسيح عليه السلام واْول من فكر في المحافظة على قدسية المكان الملكة هيلانة حيث قامت عليه تشييدًا قديمًا منذ عام 325 للميلاد. · Upload file |

## محافظة جنين
| الرقم | الاسم            | الوصف                                                                                          | الموقع         | الإحداثيات | الصورة                                                                             |
| ----- | ---------------- | ---------------------------------------------------------------------------------------------- | -------------- | ---------- | ---------------------------------------------------------------------------------- |
| 1     | جامع جنين الكبير | بُني في القرن السادس عشر على يد فاطمة خاتون، وهو واحدٌ من المعالم الإسلامية العثمانية في فلسطين. | مدينة جنين     |            | صورة                                                                               |
| 2     | كنيسة برقين      | واحدةٌ من أقدم خمس كنائس في العالم.                                                             | قرية برقين     |            | صورة                                                                               |
| 3     | سوق السيباط      | سوق أثري بُني إبان الحقبة العثمانية في فلسطين.                                                  | وسط مدينة جنين |            | صورة                                                                               |
| 4     | قلعة صانور       | قلعة أثريّة بُنيت في القرن الثامن عشر إبان الحقبة العثمانية في فلسطين.                           | بلدة صانور     |            | قلعة أثريّة بُنيت في القرن الثامن عشر إبان الحقبة العثمانية في فلسطين. · Upload file |
| 5     | خربة خروبة       | قرية فلسطينية أثرية                                                                            |                |            | صورة                                                                               |

## محافظة رام الله والبيرة
| الرقم | الاسم                  | الوصف                                                                                    | الموقع         | الإحداثيات | الصورة |
| ----- | ---------------------- | ---------------------------------------------------------------------------------------- | -------------- | ---------- | ------ |
| 1     | مبنى المحكمة العثمانية | قامت الحكومة العثمانية بتعيين مدير للناحية سنة 1902م وكان في المحكمة حاكم صلح وقاضٍِ شرعي. | مدينة رام الله |            | صورة   |

## محافظة قلقيلية
| الرقم | الاسم            | الوصف                                                                       | الموقع               | الإحداثيات | الصورة |
| ----- | ---------------- | --------------------------------------------------------------------------- | -------------------- | ---------- | ------ |
| 1     | مقام النبي الياس | يحتوي المقام على ضريح النبي الياس وقد بناه السلطان الظاهر "جقمق" سنة 890هـ. | وسط قرية النبي الياس |            | صورة   |

## محافظة طولكرم
| الرقم | الاسم                        | الوصف                                 | الموقع       | الإحداثيات | الصورة                                |
| ----- | ---------------------------- | ------------------------------------- | ------------ | ---------- | ------------------------------------- |
| 1     | مقام النبي يعقوب             | مبنى روماني والطابق العلوي فيه إسلامي | مدينة طولكرم |            | صورة                                  |
| 2     | كنيسة طولكرم للروم الأرثوذكس | كنيسة أرثوذكسية تاريخية               | مدينة طولكرم |            | كنيسة أرثوذكسية تاريخية · Upload file |

## محافظة سلفيت
| الرقم | الاسم              | الوصف | الموقع                                    | الإحداثيات | الصورة |
| ----- | ------------------ | --- | ----------------------------------------- | ---------- | --- |
| 1     | مقام ذو الكفل      | غرفة فيها قبر ويدعي اليهود أن هذا الضريح يضم أحد الجواسيس الذين أرسلهم موسى عليه السلام إلى بلادنا ويسمى بالعربية ذو الكفل، وفيها أيضاً قبر يشوع | قرية كفل حارس شمال سلفيت                  |            | غرفة فيها قبر ويدعي اليهود أن هذا الضريح يضم أحد الجواسيس الذين أرسلهم موسى عليه السلام إلى بلادنا ويسمى بالعربية ذو الكفل، وفيها أيضاً قبر يشوع · Upload file |
| 2     | تل أبو الزرد       | مقام ديني أثري، وهو واحد من التلال الاثرية التي عرفت كمدينة محصنة في العصر البرونزي الوسيط.                                                     | قرية ياسوف شرق سلفيت                      |            | مقام ديني أثري، وهو واحد من التلال الاثرية التي عرفت كمدينة محصنة في العصر البرونزي الوسيط. · Upload file                                                     |
| 3     | خربة قرقش          | قرية أثرية تقع على تلة صغيرة. | قرية بروقين غرب سلفيت                     |            | قرية أثرية تقع على تلة صغيرة. · Upload file |
| 4     | دير قلعة           | قلعة أثرية، يعود تاريخها إلى أكثر من 1600 عام قبل الميلاد.                                                                                      | بلدة دير بلوط غرب سلفيت                   |            | قلعة أثرية، يعود تاريخها إلى أكثر من 1600 عام قبل الميلاد. · Upload file                                                                                      |
| 5     | خربة الشجرة        | قرية أثرية مدمرة، تعد من أقدم الخرب الأثرية في محافظة سلفيت، ويعود تاريخها إلى العصر الحديدي الأول والثاني.                                     | مدينة سلفيت                               |            | قرية أثرية مدمرة، تعد من أقدم الخرب الأثرية في محافظة سلفيت، ويعود تاريخها إلى العصر الحديدي الأول والثاني. · Upload file                                     |
| 6     | دير سمعان (فلسطين) | قرية أثرية بيزنطية، يعود عمرها التاريخي إلى أكثر من 1600عام.                                                                                    | بلدة كفر الديك غرب سلفيت                  |            | صورة |
| 7     | خربة جلال الدين    | قرية أثرية | منتصف الطريق بين بلدة بروقين ومدينة سلفيت |            | قرية أثرية · Upload file |

## قطاع غزة
| الرقم | الاسم                      | الوصف | الموقع                                    | الإحداثيات | الصورة |
| ----- | -------------------------- | --- | ----------------------------------------- | ---------- | ------ |
| 1     | المسجد العمري الكبير (غزة) | كان موقع المسجد الحالي معبداً فلسطينياً قديماً، ثم حوَّله البيزنطيون إلى كنيسة في القرن الخامس ميلادي، وبعد الفتح الإسلامي في القرن السابع حوَّله المسلمون إلى مسجد. | شارع عمر المختار، مدينة غزة               |            | صورة   |
| 2     | مسجد السيد هاشم            | أقدم مساجد غزة | حي الدرج، مدينة غزة                       |            | صورة   |
| 3     | مسجد المغربي               | |                                           |            | صورة   |
| 4     | جامع المحكمة البردبكية     | |                                           |            | صورة   |
| 5     | قصر الباشا سبيل السلطان    | |                                           |            | صورة   |
| 6     | الزاوية الأحمدية           | |                                           |            | صورة   |
| 7     | كنيسة الروم الأرثوذكس      | |                                           |            | صورة   |
| 8     | مسجد كاتب الولاية          | |                                           |            | صورة   |
| 9     | مسجد علي بن مروان          | | حي الشجاعية عند الطرف الشمالي الشرقي لغزة |            | صورة   |
| 10    | قلعة برقوق                 | يعود تاريخ هذه القلعة إلى عام 1387م، حيث بناها الأمير يونس بن عبد الله التوروزي الداودار بناءً على طلب من السلطان برقوق                                        | خان يونس                                  |            | صورة   |
| 11    | جامع ابن عثمان             | مسجد أثري بني في نهاية القرن الثامن الهجري | غزة                                       |            | صورة   |